# Debraď
Debraď – wieś (obec) na Słowacji położona w kraju koszyckim, w powiecie Koszyce-okolice.

## Położenie
Leży na wysokiej terasie na prawym brzegu Bodvy, u wschodnich podnóży Płaskowyżu Jasovskiego, ok. 4 km na południe od Jasova. Przez wieś przepływa potok Drienovec, dopływ Bodvy.

## Historia
Pierwsze wzmianki o miejscowości pochodzą z roku 1255, kiedy należała do klasztoru premonstratensów w Jasovie. Mieszkańcy zajmowali się rolnictwem, hodowlą bydła, pracą w lasach i paleniem wapna.

## Demografia
Według danych z dnia 31 grudnia 2012, wieś zamieszkiwało 381 osób, w tym 194 kobiety i 187 mężczyzn.
W 2001 roku rozkład populacji względem narodowości i przynależności etnicznej wyglądał następująco:
- Słowacy – 29,92%
- Czesi – 0,77%
- Węgrzy – 69,05%

Ze względu na wyznawaną religię struktura mieszkańców kształtowała się w 2001 roku następująco:
- Katolicy rzymscy – 87,72%
- Grekokatolicy – 1,53%
- Ewangelicy – 1,02%
- Ateiści – 2,3%
- Przedstawiciele innych wyznań – 0,26%
- Nie podano – 3,58%

W górnej części wsi znajduje się krasowe źródło św. Jana (słow. vyvieračka svätého Jána, Jánova vyvieračka), którego wody zasilają potok Drienovec. Na Płaskowyżu Jasovskim, ok. 2,5 km na zachód od centrum zabudowy wsi, znajduje się Źródło św. Władysława, koło którego stał kiedyś kościół pw. św. Władysława; na jego miejscu znajduje się obecnie tzw. Rastlinný kostol sv. Ladislava.

## Zabytki
- Kościół katolicki pw. św. św. Piotra i Pawła, murowany z 1834 r., klasycystyczny z elementami ludowego baroku[7].